# Quickpac Planzer
Die Quickpac Planzer AG ist ein Schweizer Paketdienstleister mit Sitz in Dietikon. Quickpac wurde 2019 als Division für Paketzustellung von der damaligen Quickmail AG (heute: Quickmail Planzer) gegründet, der einzigen privaten Briefdienstleisterin der Schweiz. 2024 wurde Quickpac von der Planzer Holding übernommen. Umgerechnet auf Vollzeitstellen beschäftigt Quickpac rund 210 Mitarbeitende. Als einer der wenigen Paketdienstleister beauftragt Quickpac für die Zustellung von Paketen keine Subunternehmer, sondern stellt alle Paketzusteller direkt an.

## Geschichte
Seit Juni 2019 stellt Quickmail mit der Division Quickpac auch Pakete zu. Von den Standorten Hägendorf und Winterthur aus bedient Quickpac Haushalte in der Nordwestschweiz sowie im Raum Zürich/Schaffhausen/Thurgau. Ende 2020 eröffnete Quickpac sein drittes Depot in Dietikon (ZH) und beliefert von dort aus mit 75 Elektrofahrzeugen Haushalte im Grossraum Zürich. Das Unternehmen bedient damit nach eigenen Angaben seit November 2020 1,2 Mio. Haushalte in der Deutschschweiz mittels Elektrofahrzeugen. Dies entspricht rund 45,2 % aller Haushalte in der Deutschschweiz. Die Kapazität liegt dabei bei 25'000 Paketen, die täglich befördert werden können.
Im Jahr 2020 beförderte Quickpac 1,9 Millionen Pakete und damit 1,5 Millionen mehr als 2019. Gemäss eigenen Angaben wurde dabei jedes fünfte Paket am Tag der Einlieferung zugestellt (Same Day Delivery). 2021 beförderte Quickpac 3,4 Millionen Pakete und damit erneut 1,5 Millionen mehr als im Vorjahr.
Seit Januar 2021 kann bei Quickpac der gewünschte Zustellort mit einer sogenannten Dreiwortadresse angegeben werden. Paketempfänger erfassen dabei ihre persönliche Dreiwortadresse bei der Online-Bestellung zusätzlich zur Adresse. Die Georeferenzierung findet durch das System der Firma what3words statt.
2021 beförderte Quickpac 3,4 Millionen Pakete und damit erneut 1,5 Millionen mehr als im Vorjahr. 2022 eröffnete Quickpac ein neues Depot in St. Gallen, Ostermundigen und Ebikon und schaffte dabei rund 200 neue Vollzeitarbeitsplätze. Nach eigenen Angaben erreicht Quickpac damit ab Herbst 2022 50 % aller Haushalte in der Deutschschweiz.
Im Juli 2023 wurde bekannt, dass die Schweizerische Post die Quickmail-Gruppe, bestehend aus der Quickmail AG und der Quickpac AG, unter Vorbehalt der Zustimmung durch die Wettbewerbskommission, übernehmen will. Diese hat die Übernahme im Januar 2024 wegen drohenden Einschränkungen des Wettbewerbs verboten. Im Februar 2024 wurde die Quickmail-Gruppe von der Planzer Holding übernommen. Quickpac soll dabei in Planzer Paket integriert werden.

## Elektroautoflotte
Als erster Paketdienstleister in Europa setzt Quickpac für die Zustellung von Paketen flächendeckend auf Elektroautomobile und betrieb nach eigenen Angaben zeitweise die grösste Elektroautoflotte der Schweiz. Quickpac verfügt über eine reine Elektroautoflotte, die bis 2021 ausschliesslich aus Fahrzeugen des Typs Renault Kangoo Z.E. Maxi bestand. Im Mai 2022 gab das Unternehmen die Bestellung von 100 elektrischen Zustellfahrzeugen des Typs Mercedes eVito bekannt. Die Fahrzeuge sind grün oder silbern.

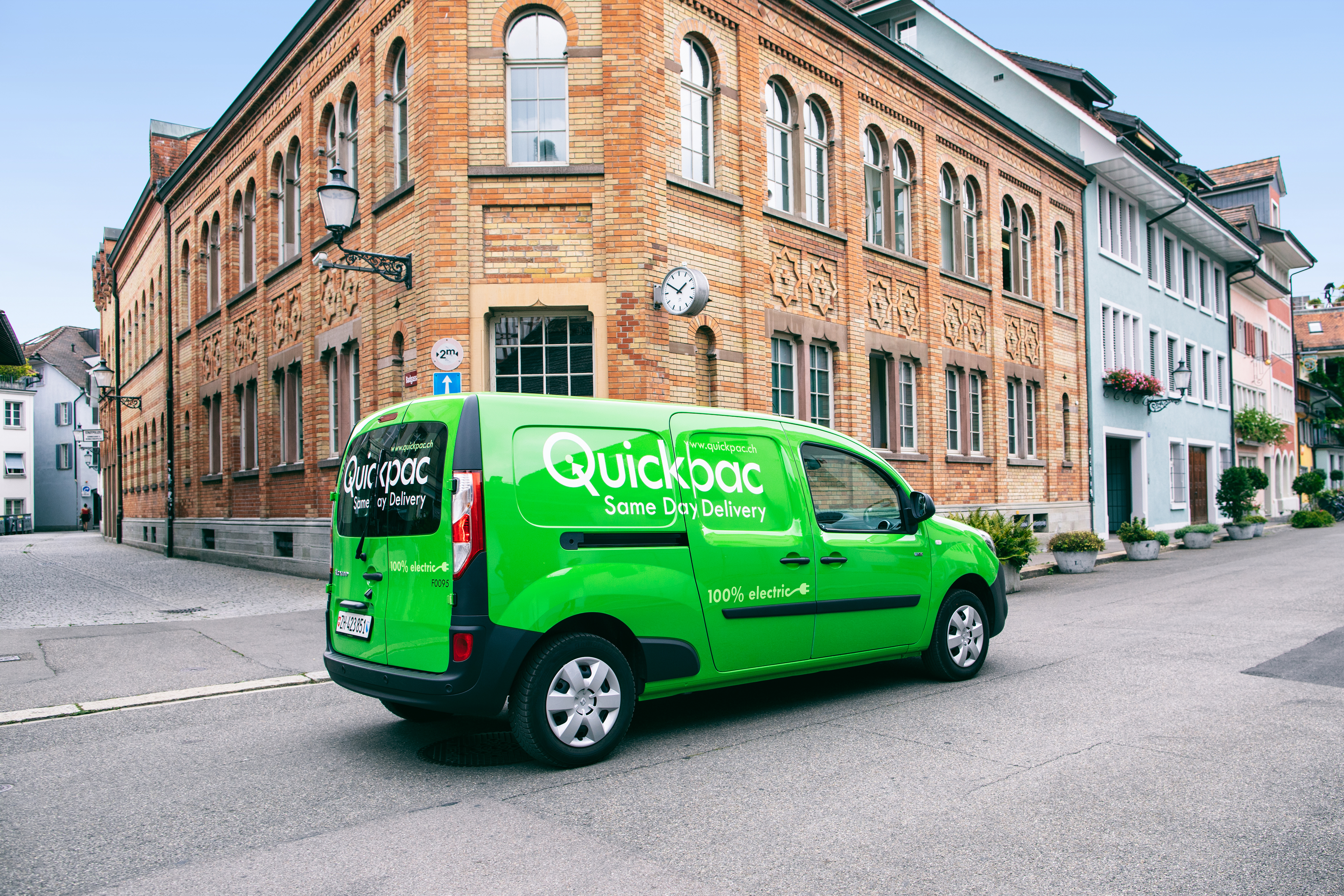
Grüner Renault Kangoo Z.E. Maxi des Paketdienstleisters Quickpac
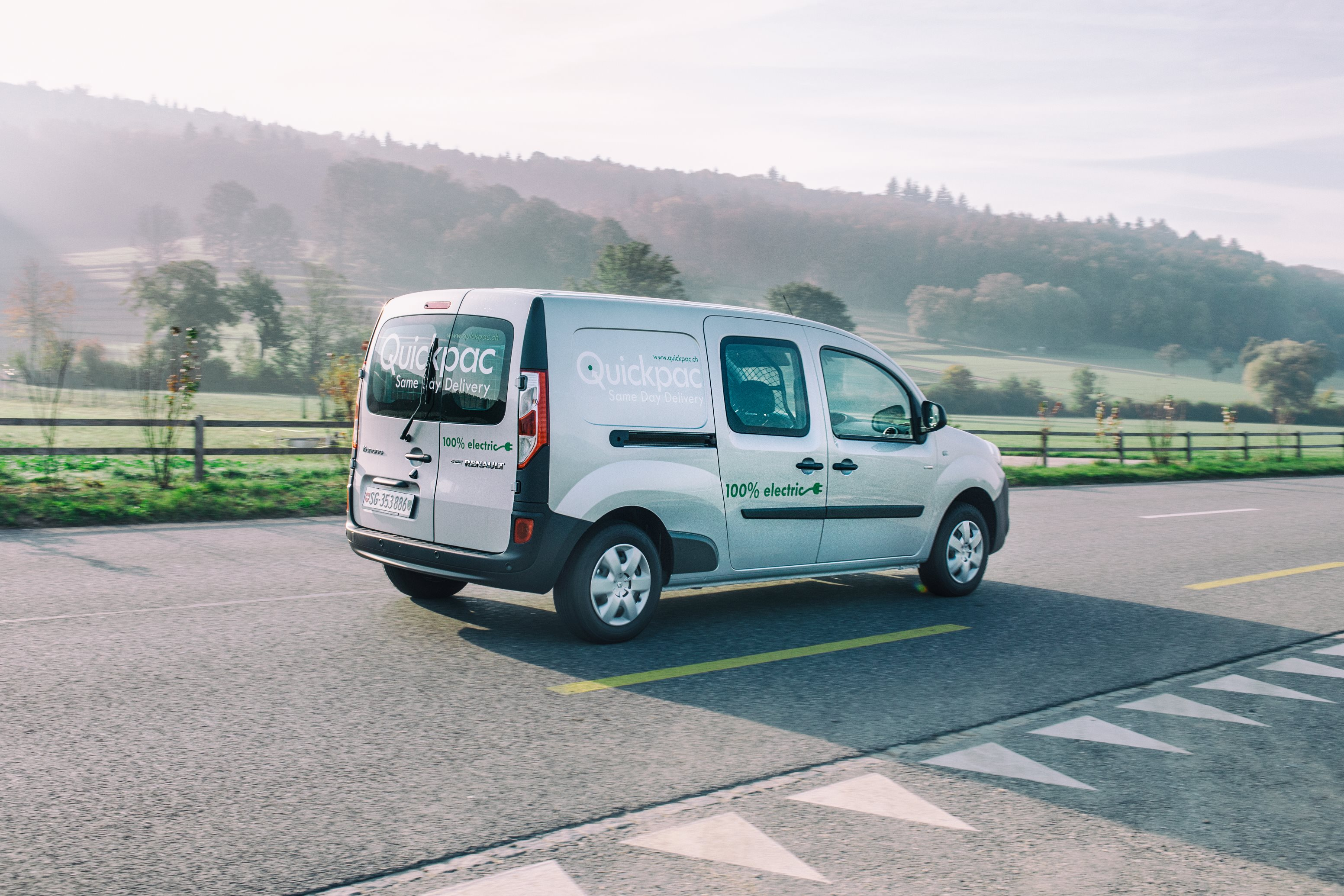
Silberner Renault Kangoo Z.E. Maxi des Paketdienstleisters Quickpac